# Puerto de Puerto Plata
Puerto de Puerto Plata är en hamn i Dominikanska republiken. Den ligger i den norra delen av landet, 160 km nordväst om huvudstaden Santo Domingo. Runt Puerto de Puerto Plata är det ganska tätbefolkat, med 172 invånare per kvadratkilometer. Närmaste större samhälle är Puerto Plata, 1,4 km sydost om Puerto de Puerto Plata. Omgivningarna runt Puerto de Puerto Plata är en mosaik av jordbruksmark och naturlig växtlighet.